# 광국공신
광국공신(光國功臣)이란 조선 선조 때에 종계변무(宗系辨誣)에 공이 있는 사람들에게 내린 공신명이다. 일등은 수충 공성 익모 수기 광국 공신(輸忠貢誠翼謨修紀光國功臣)이라 해서 3인이, 이등은 일등에서 수기(修紀) 두글자를 뺀 수충 공성 익모 광국 공신이라 해서 7인이, 삼등은 다시 익모(翼謨) 두글자를 뺀 수충 공성 광국 공신이라 해서 9인이 받았다. 실록에 따르면, 모두 전후 사신으로 가서 허락을 받아냈거나 의논을 드리고 주문(奏文)을 지은 공이 뛰어난 사람들이다.